# Lyvia (rivière)

Le fleuve Lyvia  (en anglais : Lyvia River) est un cours d’eau de la région du Fiordland,dans l’Île du Sud de la Nouvelle-Zélande.

## Géographie
Elle prend naissance dans les Montagnes de” Dingwall” et s’écoule vers le nord-est dans  »Doubtful Sound » au niveau de Deep Cove.